# Östlig gråmes
Östlig gråmes (Baeolophus bicolor) är en tätting i familjen mesar som förekommer i östra Nordamerika.

## Kännetecken

### Utseende
Östlig gråmes är en stor (11,5-14 cm) och grå mes med en kort tofs. Ovansidan är grå, undersidan ljusare och flankerna orangefärgade. I ansiktet syns ett ljust område kring ögat och svart på pannan. Mycket lika svarttofsad gråmes har istället ljus panna men svart på främre delen av tofsen.

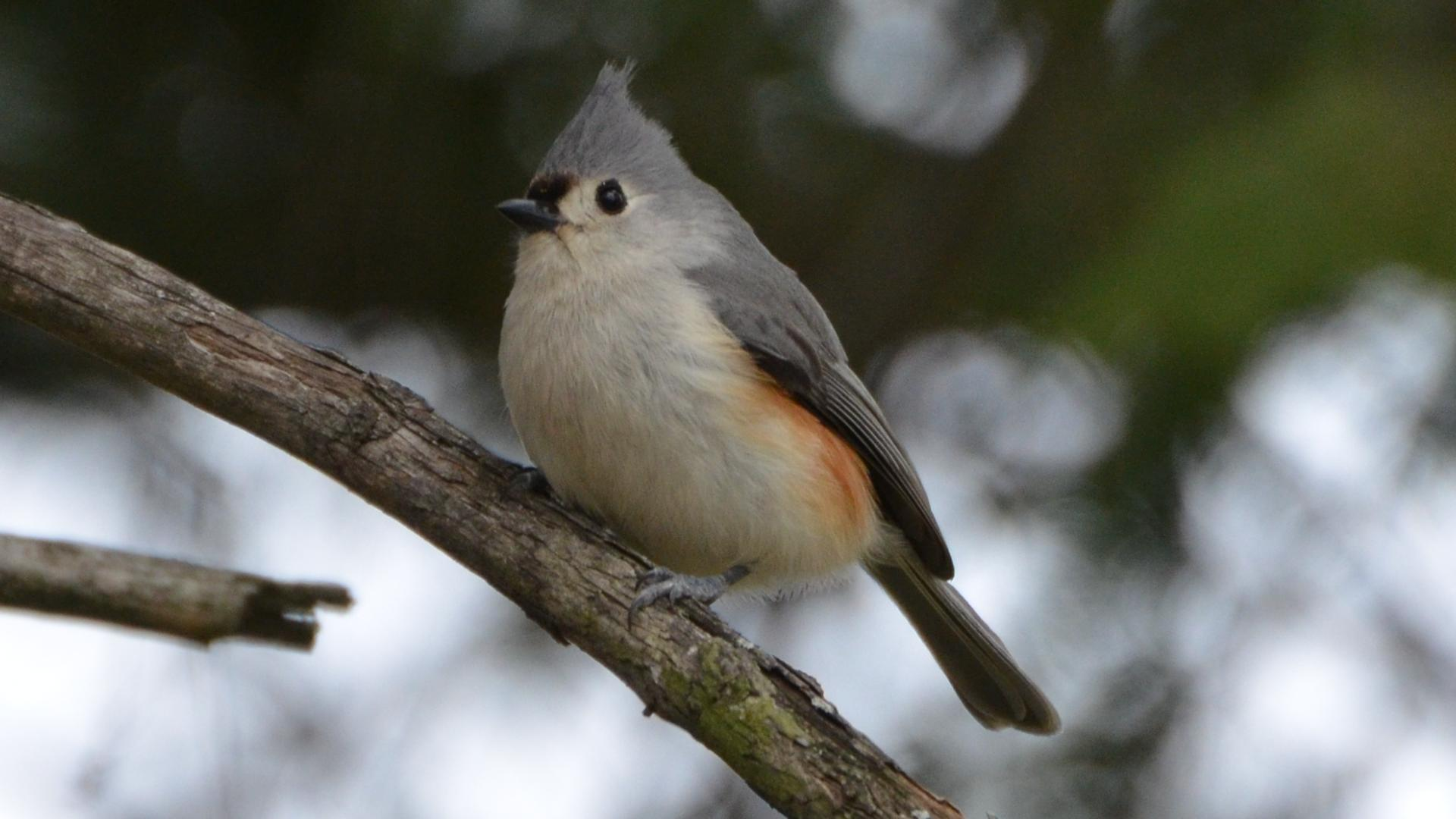

### Läten
Sången består av rätt mörka och klara tvåstaviga visslingar: "peter peter peter peter" (svarttofsade gråmesens sång är snabbare, med fler och enstaviga toner). Bland lätena hörs en serie nasala ilskna toner, ofta föregångna av mycket ljusa och tunna, återgivna i engelsk litteratur som "ti ti ti siii zhree zhree zhree".

## Utbredning och systematik
Arten förekommer i östra Nordamerika, från sydcentrala Kanada (Ontario) till östra USA (sydöstra Minnesota österut till södra Maine och söderut till centrala och östra Texas och södra Florida). Tidigare behandlades svarttofsad gråmes som en underart till östlig gråmes. Den behandlas som monotypisk, det vill säga att den inte delas in i några underarter.

### Släktestillhörighet
Tidigare inkluderades arterna i Baeolophus i släktet Parus men efter jämförande genetiska och morfologiska studier behandlar idag de flesta auktoriteter Baeolophus som ett distinkt släkte.

## Levnadssätt
Östlig gråmes är vanlig och vida spridd i uppvuxen lövskog. Den ses i par eller smågrupper på jakt efter insekter och frön. Fågeln häckar från slutet av mars till mitten av juni, ibland med två kullar. Den bildar par för livet och är monogama, men ytterligare fåglar har noterats bistå med matningen.

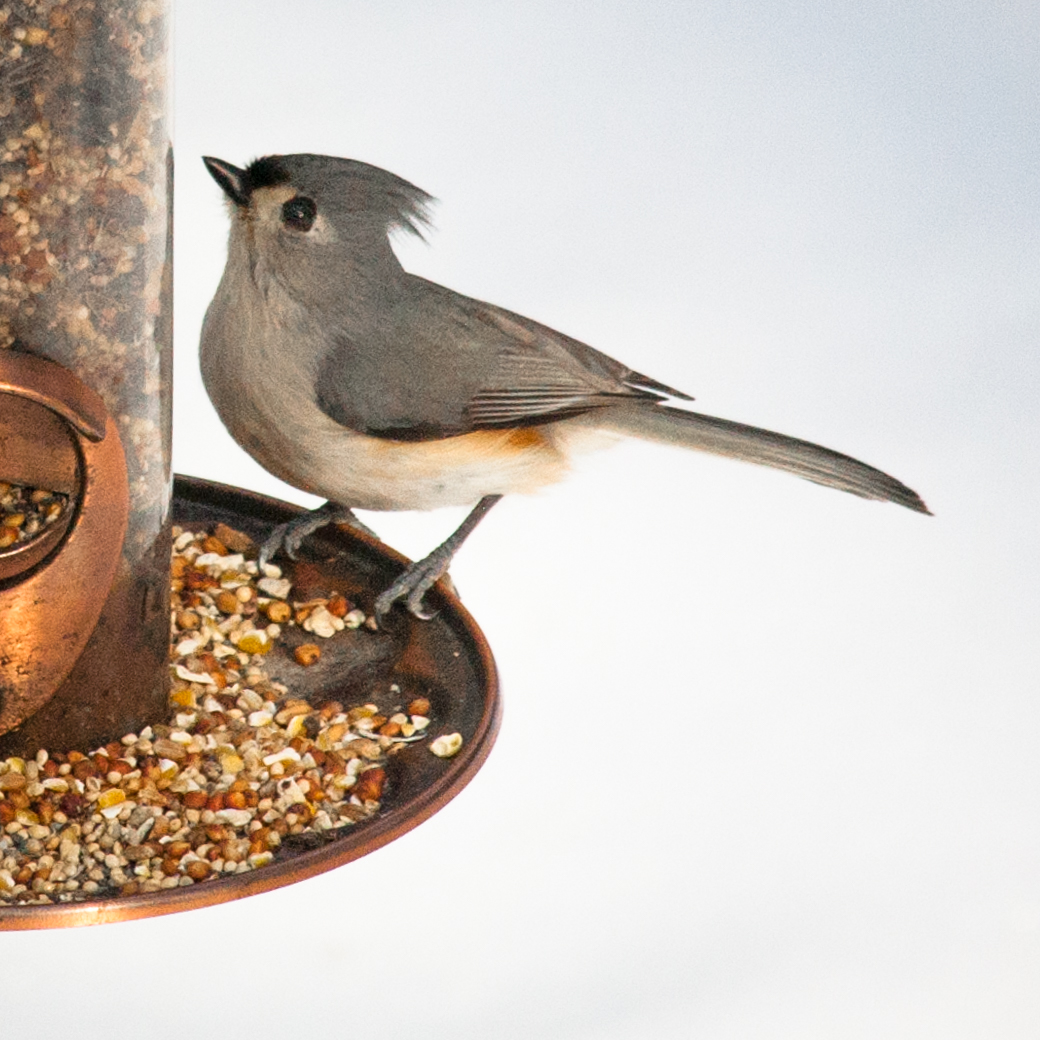
Östlig gråmes är en vanlig besökare vid fågelmatningar vintertid.

## Status och hot
Arten har ett stort utbredningsområde och en stor population, och tros öka i antal. Utifrån dessa kriterier kategoriserar IUCN arten som livskraftig (LC).

## Namn
På svenska har arten även kallats östlig gråmes.